# Бонасье, Жан-Мари
Жан-Мари Бонасье (Боннассьё; фр. Jean-Marie Bonnassieux; 18 сентября 1810 или 17 сентября 1810, Panissières — 3 июня 1892[…], rue de Saint-Simon, VII округ Парижа) — французский скульптор.

## Биография
Родился в 1810 году в небольшом городке в департаменте Луара в семье плотника Матье Бонасье (Матьё Боннассьё). Подростком помогал отцу в мастерской, и своими способностями в вырезании деревянных фигурок привлёк внимание местного священника, который настоял на том, чтобы отец юноши отправил его для обучения в Лион. 
В Лионе Бонасье сперва учился у изготовителя религиозных статуэток, однако, в 1833 году исполнил статую «Раненый Гиацинт», посвящённую мифологическому герою, которую с успехом экспонировал сперва на лионской ежегодной выставке (в том же году), а затем — на Парижском салоне 1834 года.
Успех на Салоне «открыл для Бонасье дорогу в Париж». Он прибыл туда весной 1834 года, был представлен ведущим скульпторам, и уже осенью того же года поступил в Высшую школу изящных искусств Парижа, где учился у некоторых из них. 
В 1836 году Бонасье получил Римскую премию за барельеф «Смерть Сократа», после чего, по условиям премии, получил возможность отправиться в Рим, где проживал на вилле Медичи с 1836 по 1842 год и за это время получил несколько государственных (от французского правительства) и частных заказов. Стал известен, как мастер портретных бюстов, и, живя в Риме, выполнил немалое их количество по заказам различных лиц. 
После возвращения в Париж, успешно продолжил занятия скульптурой. Имел мастерскую и нескольких учеников. В 1855 году экспонировал свои работы на Всемирной выставке в Париже и в том же году стал кавалером ордена Почётного легиона. 
После 1860 года Бонасье создал немало религиозных скульптур, в особенности, статуй Девы Марии, включая многометровую статую на холме над городом Ле-Пюи-ан-Веле. В 1866 году он стал академиком Академии изящных искусств Франции по секции скульптуры. 
Скончался скульптор Бонасье в 1892 году в Париже и был похоронен на кладбище Монпарнас (бытующая в Ле-Пюи-ан-Веле легенда о том, что Бонасье в 1860-е годы покончил с собой, бросившись со скалы, так как был не до конца доволен своей самой известной скульптурой, абсолютно не соответствует действительности).

## Галерея

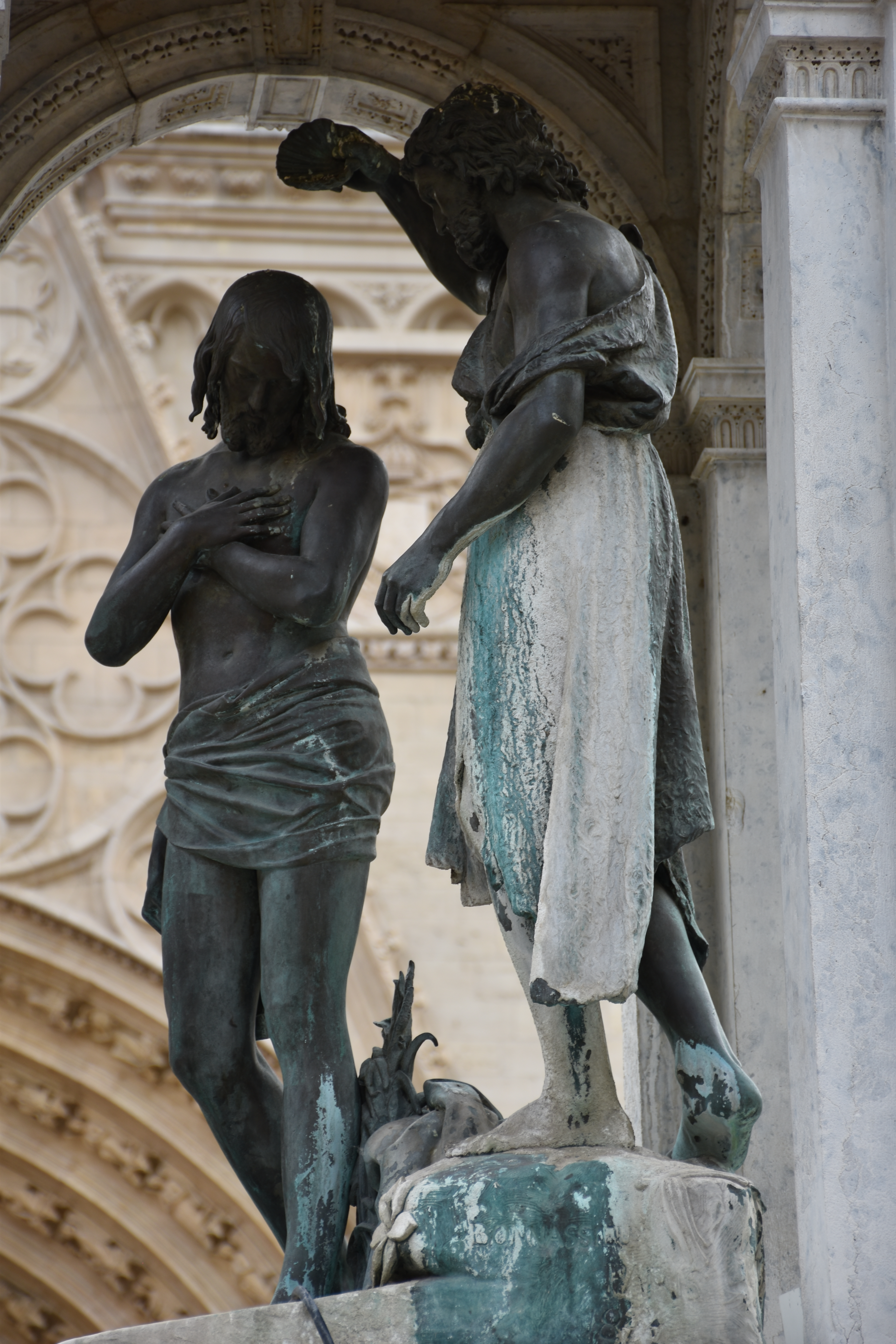
Крещение Христа (1844), площадь Сен-Жан, Лион
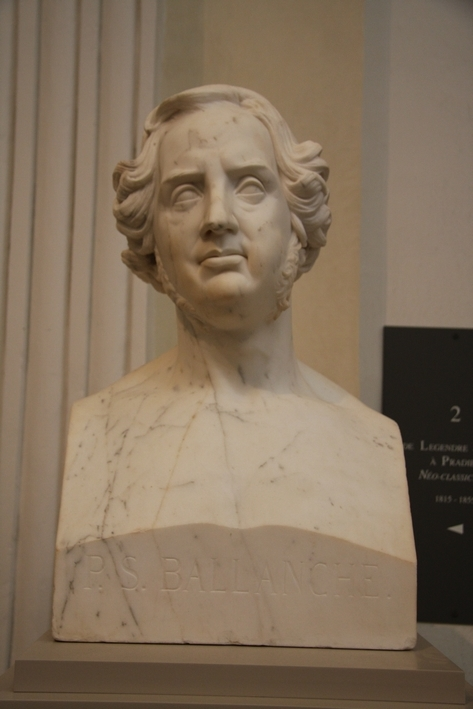
Пьер Симон Балланш (1849), Музей изящных искусств Лиона
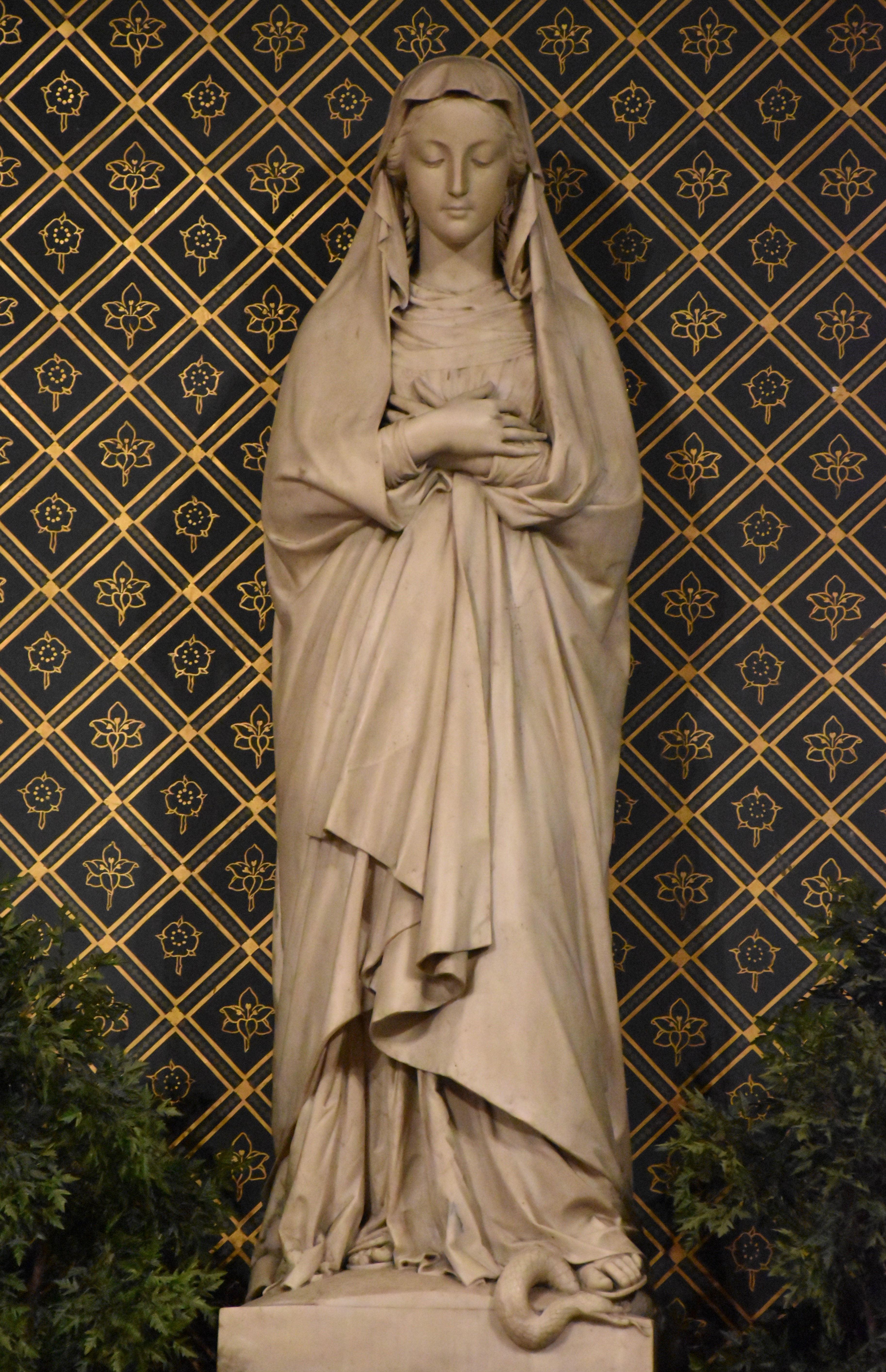
Непорочная Дева (1851), базилика Сен-Мартен д'Эне, Лион
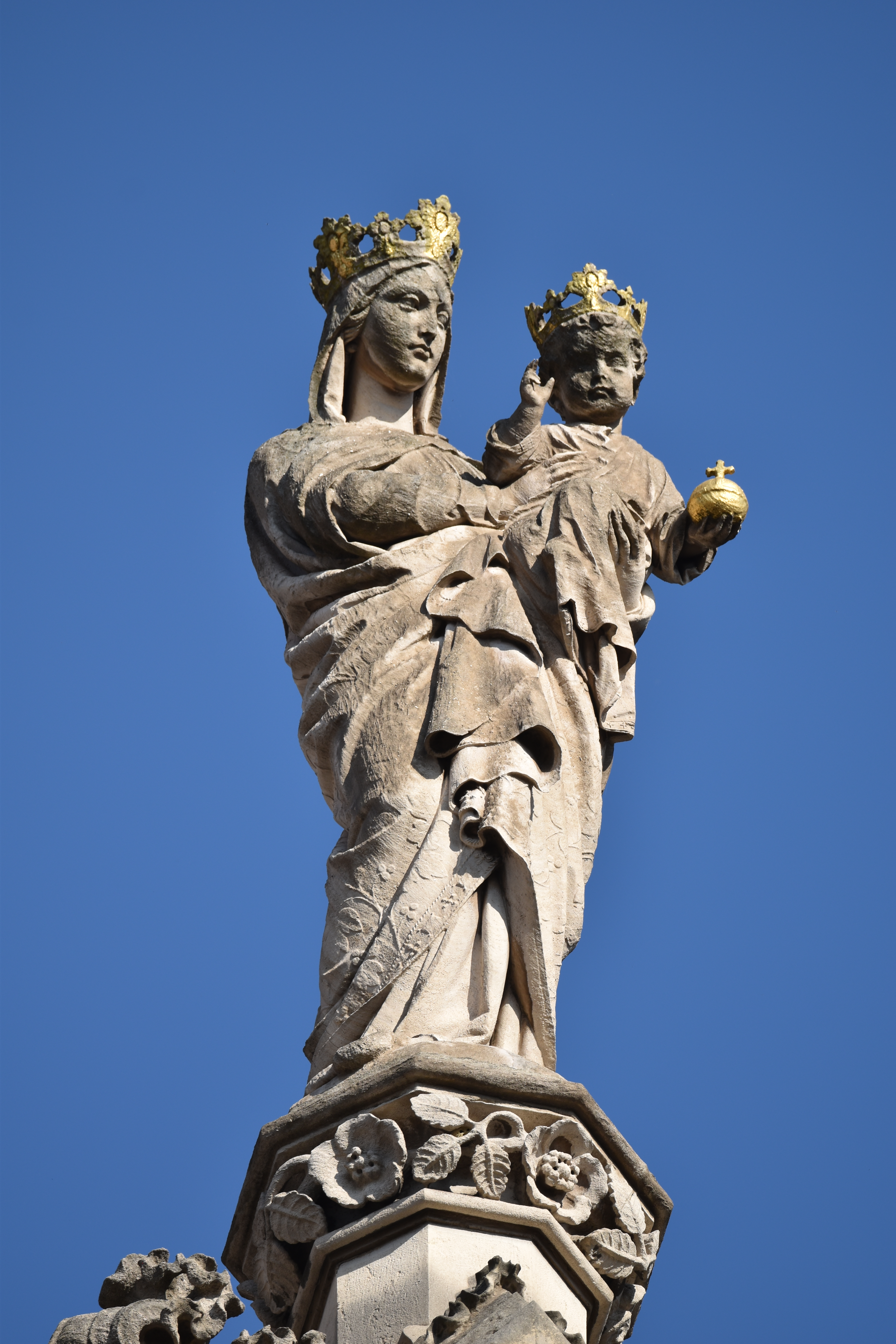
Богоматерь Милостивая (1858) на фронтоне церкви Сен-Низье в Лионе
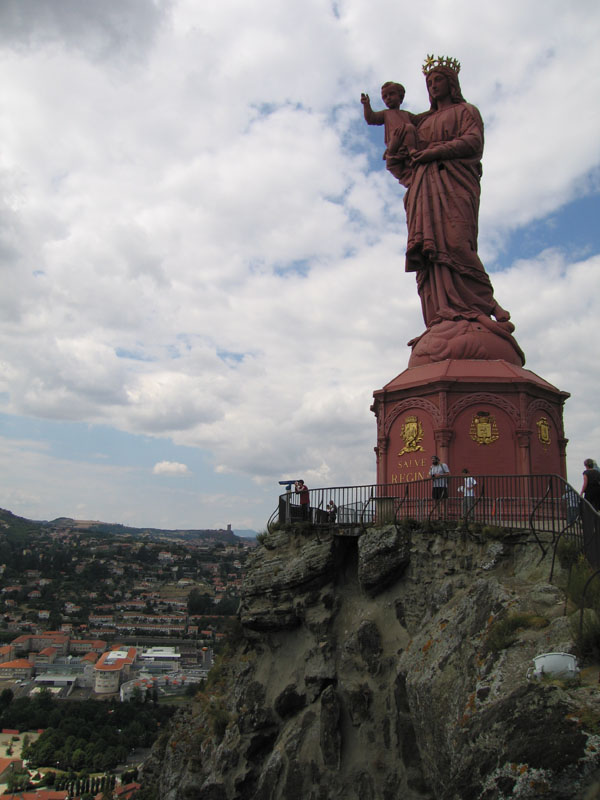
Богоматерь Франции (1860), Ле-Пюи-ан-Веле
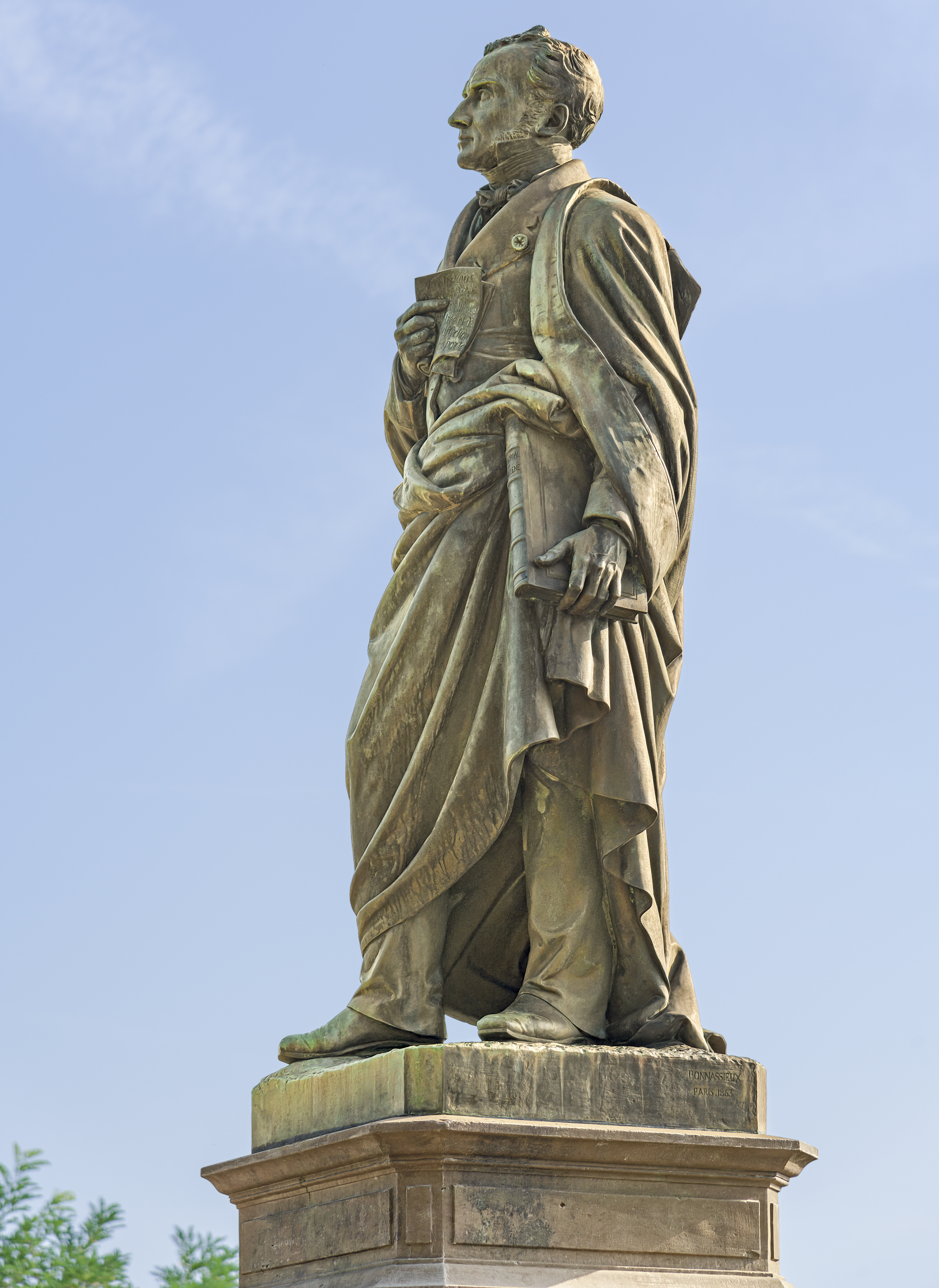
Памятник Эммануэлю Огюстену де Лас Казу в городе  Лаворе (1863)
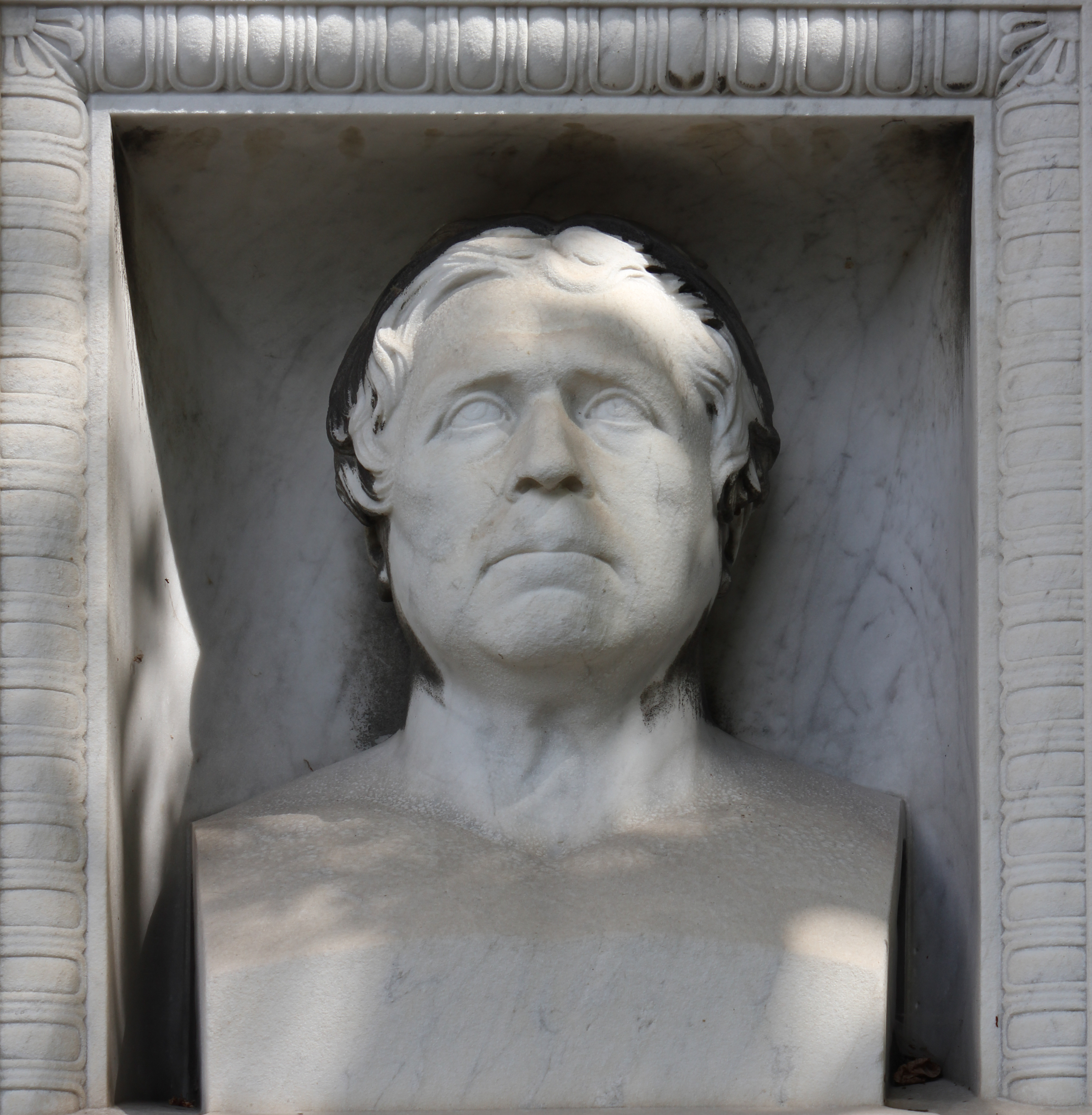
Надгробие Жана Огюста Доминика Энгра (1868), кладбище Пер-Лашез, Париж
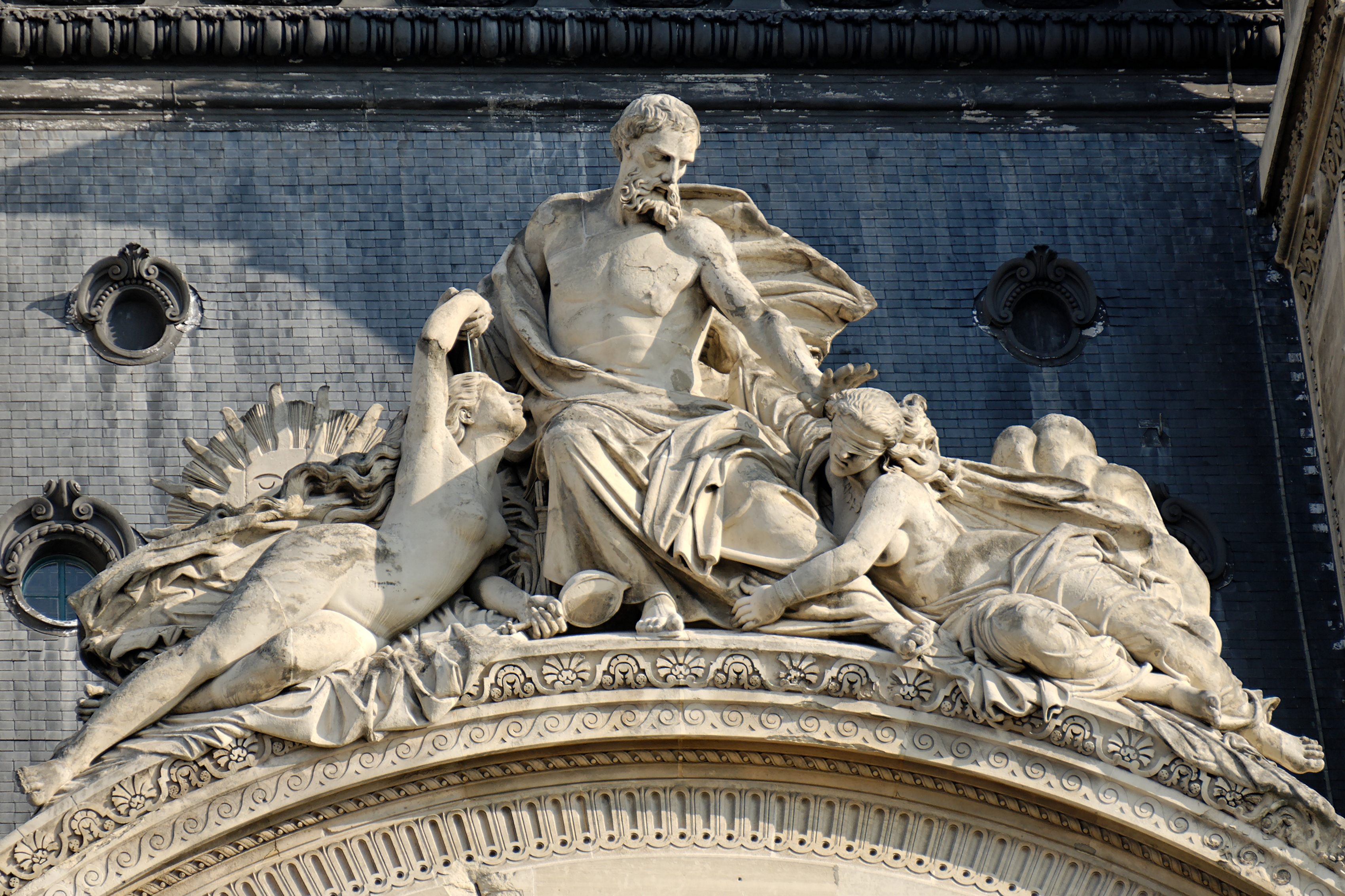
«Мудрец, приветствующий Истину и отвергающий Заблуждение» (1878; один из фронтонов Лувра)
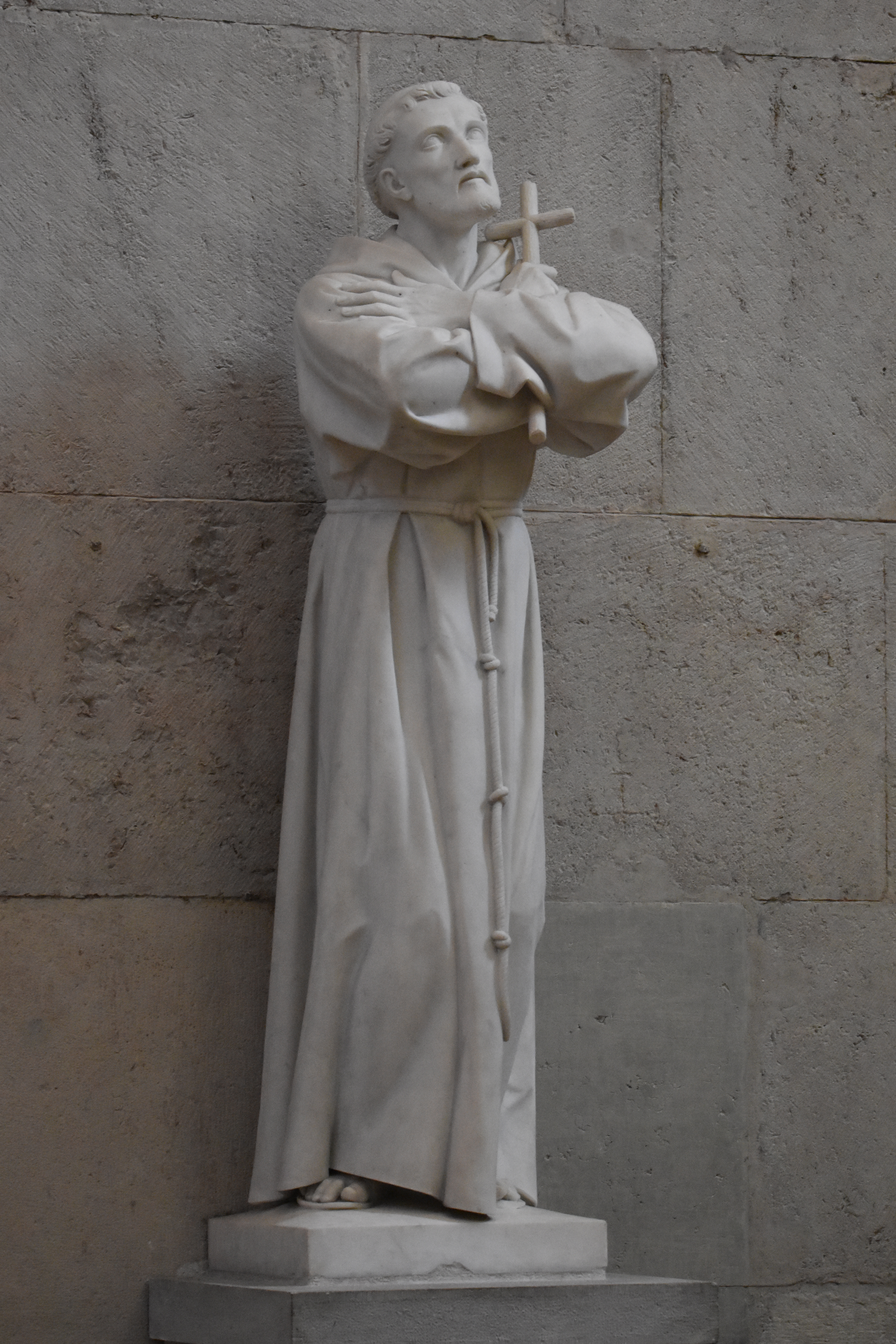
Святой Франциск Ассизский (1892), Лионский собор
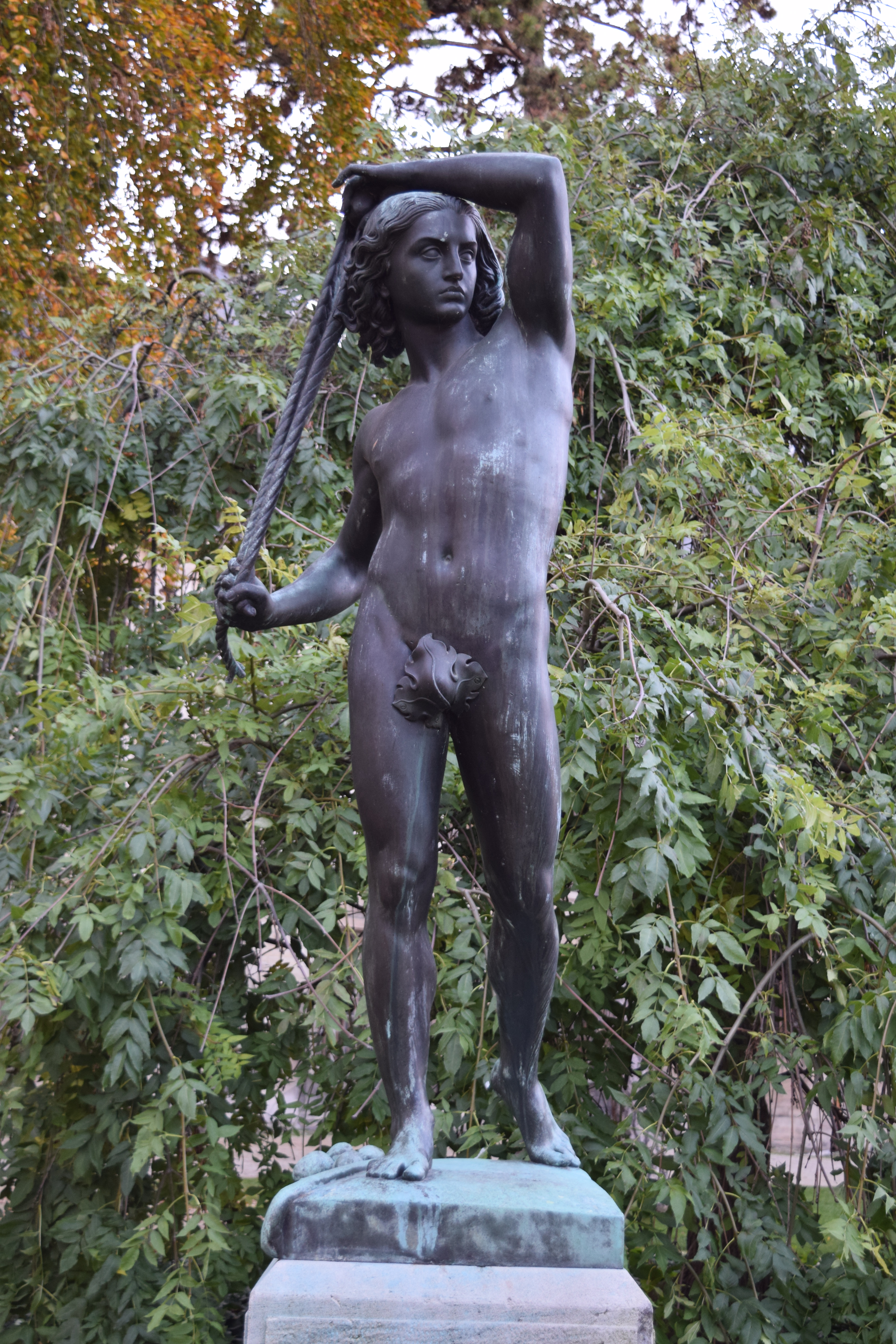
Давид (1877), Труа
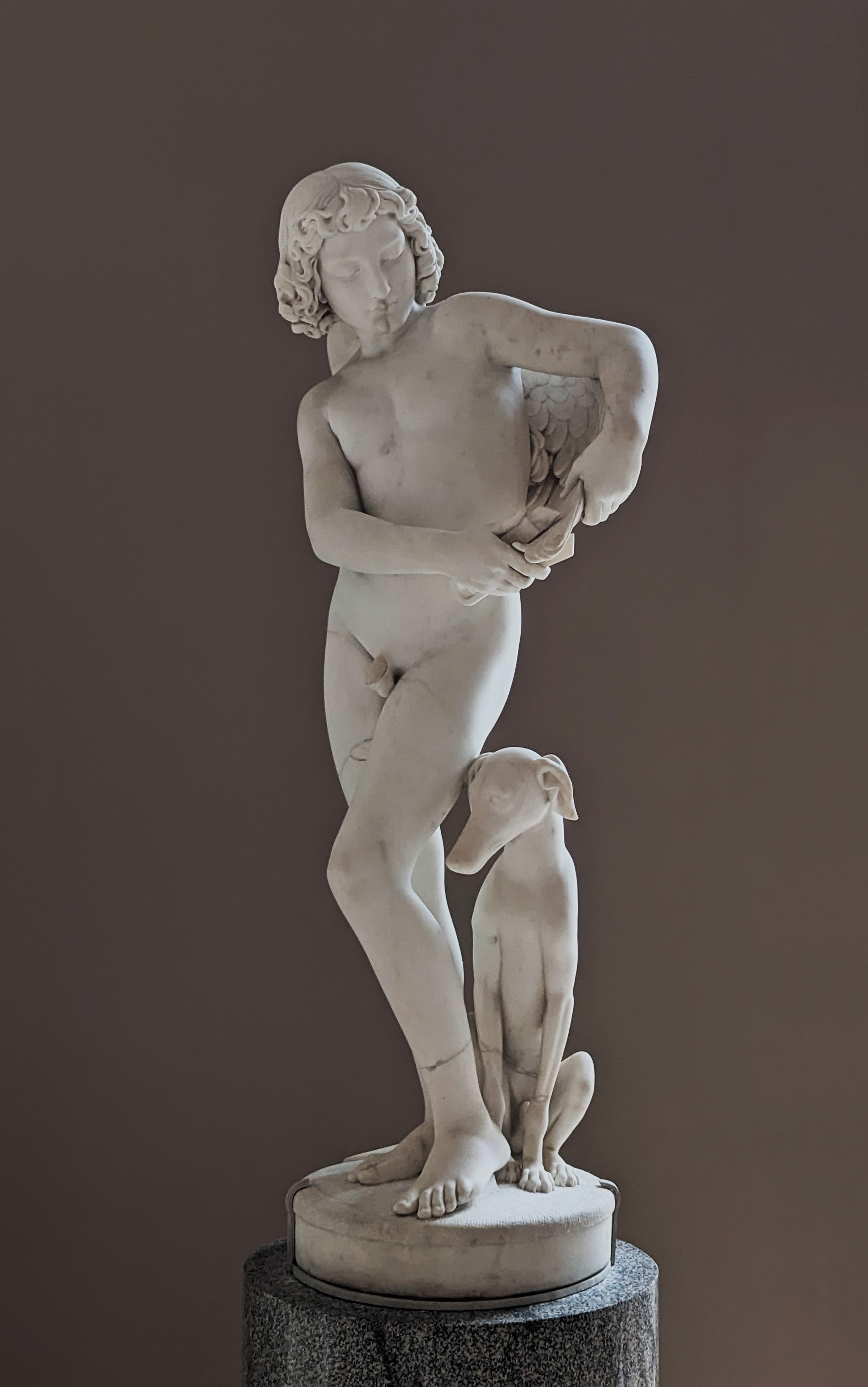
Любовь, подрезающая крылья, 1841, Лувр